# NGC 2737
NGC 2737 (również PGC 25453 lub UGC 4751) – galaktyka spiralna (Sab), znajdująca się w gwiazdozbiorze Raka. Odkrył ją Heinrich Louis d’Arrest 23 lutego 1863 roku.